# Рот, Пауль Рудольф фон
Пауль Рудольф фон Рот (нем. Paul Rudolf von Roth, 1820—1892) — немецкий юрист и библиотекарь, профессор.

## Биография
Пауль Рот родился 11 июля 1820 года в городе Нюрнберге. Изучал право в Мюнхенском университете.
После нескольких лет практической работы в юридической сфере Пауль фон Рот получил докторскую степень в университете Эрлангена (1848). После этого был профессором в университетах Марбурга, Ростока, Киля и в альма-матер.
В 1866 году он также был назначен главным библиотекарем университетской библиотеки в Мюнхене. Как член Федеральной комиссии по разработке пангерманского Гражданского кодекса он был переведен в 1881 году в Берлин; в 1888 году вновь вернулся в Мюнхен.
Наиболее известный труд учёного: «System des deutschen Privatrechts» (Тюбинген, 1880—86); помимо него Рот издал следующие работы: «Ueber Entstehung der Lex Bajuvariorum» (Мюнхен, 1848), «Geschichte des Benefizialwesens» (Эрланген, 1850), «Kurhessisches Privatrecht» (в сотрудничестве с Мейбомом, Марбург, 1856—58, т. I), «Mecklenburgisches Lebenrecht» (Росток, 1858), «Feudalität und Unterthanen verband» (Веймар, 1863), «Zur Geschichte des bayrischen Volksrechts» (Мюнхен, 1869), «Bayrisches Zivilrecht» (1870; 2 изд., 1 ч., 1881).
Пауль Рудольф фон Рот оставил преподавательскую деятельность в 1890 году, а два года спустя, 29 марта 1892 года, умер в городе Мюнхене.
Был награждён баварским орденом Максимилиана «За достижения в науке и искусстве» и орденом Заслуг Святого Михаила.
Фридрих Энгельс в своём труде «Франкский период» активно использовал обработанные Ротом свидетельства о насилии, которое чинимом знатью для давления на свободных общинников.